# Une affaire personnelle (roman de Kenzaburō Ōe)
Pour les articles homonymes, voir Une affaire personnelle.
Une affaire personnelle (個人的な体験, Kojinteki na taiken) est un roman semi-autobiographique de Kenzaburō Ōe, paru en 1964 au Japon. Il raconte l'histoire d'un jeune père qui doit accepter le fait que son fils nouveau-né est gravement handicapé mental.